# سام ستيفنسون
سام ستيفنسون (بالإنجليزية: Sam Stephenson)‏ هو مهندس معماري أيرلندي، ولد في 15 ديسمبر 1933 في دبلن في جمهورية أيرلندا، وتوفي في 9 نوفمبر 2006.